# 黄晓薇
黄晓薇（1961年5月—），女，汉族，辽宁省海城县（今海城市）人，中华人民共和国政治人物。，1983年8月，大学学历，工学学士学位。曾任中共中央纪委常委，监察部副部长，中共山西省委常委、纪委书记、省委副书记、政法委书记，山西省政协主席等职务。现任全国妇联党组书记、副主席、书记处第一书记，国务院妇女儿童工作委员会副主任兼办公室主任。是第二十届中共中央委员。

## 生平
1979年9月，黄晓薇在东北工学院（今东北大学）物理系物理师资专业学习。1983年6月加入中国共产党。1983年8月参加工作，任职于辽宁省营口市纪委，历任办公室干部、调研室科级检查员、党风管理室副主任、党风廉政建设室副主任。1995年10月，任营口市纪委党风廉政建设室主任。1996年3月，任中共营口市站前区委常委、区纪委书记。
1998年5月，任中共中央纪委办公厅副处级检查员、监察员。2000年6月，任中央纪委办公厅信息处副处长。2003年6月，任中央纪委办公厅综合处处长。2003年11月，任中央纪委第七纪检监察室副主任。2007年11月，任中央纪委第七纪检监察室主任。2012年10月，任监察部副部长兼中央纪委第七纪检监察室主任。同年11月，当选中央纪委常委。

### 山西省
2014年9月30日，任中共山西省委常委、纪委书记。2014年10月卸任监察部副部长。2016年10月11日，任中共山西省委副書記，不再擔任山西省紀委書記。11月，兼任省委政法委书记。2016年12月，不再担任中国共产党第十八届中央纪律检查委员会常委。2017年10月，当选第十九届中央候补委员。2018年1月，当选第十三届全国政协委员。
2018年8月，任中华全国妇女联合会党组书记，次月当选为全国妇联副主席、书记处第一书记。
2022年10月，当选为中国共产党第二十届中央委员会委员。